# Карпунинский
Карпунинский — посёлок в Верхотурском городском округе Свердловской области, Россия.

## Географическое положение
Посёлок Карпунинский муниципального образования «Верхотурский городской округ» расположен в 60 километрах (по автотрассе в 71 километре) к востоку-юго-востоку от города Верхотурье, на левом берегу реки Рогозина (правый приток реки Тура). В посёлке расположена железнодорожная станция Карпунино Богословско-Сосьвинской железной дороги.

## История
Решением исполнительного комитета Свердловского областного Совета депутатов, трудящихся от 11 октября 1957 года посёлок Карпунино Верхотурского района отнесен к категории рабочих поселков с присвоением ему наименования — Карпунинский. С 2004 года Карпунинский — сельский населённый пункт.

## Население
| 1959 | 1970  | 1979  | 1989  | 2002 | 2010 | 2021 |
| ---- | ----- | ----- | ----- | ---- | ---- | ---- |
| 7646 | ↘5381 | ↘1989 | ↘1096 | ↘598 | ↘402 | ↘267 |